# Alexius Cörver
Alexius Cörver (* 19. květen 1714, Turnianske Podhradie - Turňa nad Bodvou – † 4. červen 1747, Nitra) byl slovenský teolog, filosof a matematik.

## Život
Alexius Cörver se narodil v Turnianském Podhradí. Od roku 1731 byl příslušníkem piaristické řehole, noviciát absolvoval v Prievidzi.